# Sincronització de trames
En telecomunicacions, la sincronització de trames és el procés pel qual, mentre es reben un flux de dades entramades, els senyals d'alineació de trama entrants (és a dir, seqüències de bits distintes o paraules de sincronització) s'identifiquen (és a dir, es distingeixen dels bits de dades), permetent les dades. bits dins del marc que s'extreuen per a la descodificació o la retransmissió.

## Entramat
Si la transmissió s'interromp temporalment o es produeix un esdeveniment de lliscament de bits, el receptor s'ha de tornar a sincronitzar.

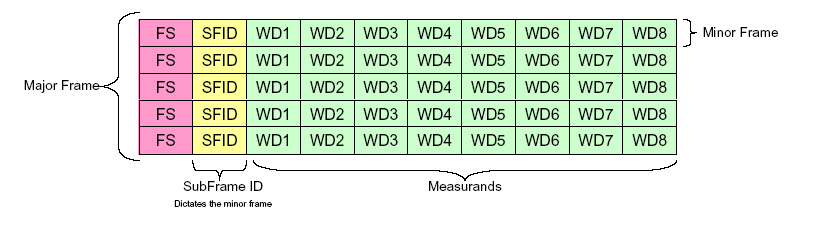
Seqüència PCM sincronitzada de trames: aplicació de telemetria

L'emissor i el receptor han d'acordar amb antelació quin esquema de sincronització de trames utilitzaran.
Els esquemes de sincronització de trama comuns són:
Bit d'enquadrament
Una pràctica habitual en telecomunicacions, per exemple en T-carrier, és inserir, en un interval de temps dedicat dins de la trama, un bit de no informació o bit de trames que s'utilitza per a la sincronització de les dades entrants amb el receptor. En un flux de bits, els bits d'enquadrament indiquen l'inici o el final d'un fotograma. Es produeixen en posicions especificades del marc, no porten informació i solen ser repetitius.
Enquadrament de paraules sincronitzades
Alguns sistemes utilitzen una paraula de sincronització especial al començament de cada fotograma.
Enquadrament basat en CRC
Alguns maquinari de telecomunicacions utilitzen un marc basat en CRC.

## Sincronitzador de fotogrames
A les aplicacions de telemetria, s'utilitza un sincronitzador de trama per alinear un flux binari modulat per codi de pols sèrie (PCM).

Diferents tipus de commutació dins d'un flux PCM sincronitzat de trama

El sincronitzador de trama segueix immediatament el sincronitzador de bits a la majoria d'aplicacions de telemetria. Sense la sincronització de fotogrames, la descommutació és impossible.

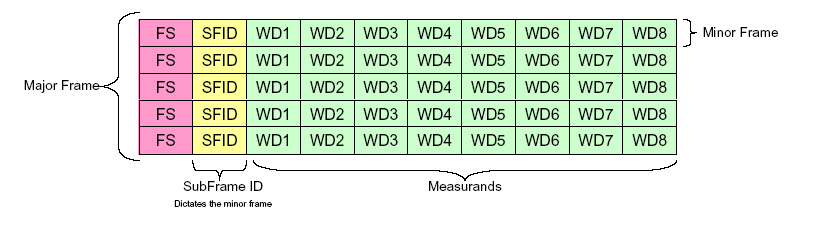
Seqüència PCM sincronitzada amb fotogrames

El patró de sincronització de trama és un patró binari conegut que es repeteix a un interval regular dins del flux PCM. El sincronitzador de fotogrames reconeix aquest patró i alinea les dades en fotogrames menors o submarcs. Normalment, el patró de sincronització de fotogrames va seguit d'un comptador (ID de subframe) que dicta quin subframe o subframe s'està transmetent de la sèrie. Això esdevé cada cop més important en l'etapa de descommutació on es desxifra totes les dades sobre quin atribut es va mostrejar. Les diferents commutacions requereixen una consciència constant de quina secció del fotograma principal s'està descodificant.